# 11월의 앵클릿
'11월의 앵클릿'(11月のアンクレット 주이치가츠노앙크렛토[*])는 AKB48의 50번째 싱글이다.

## 배경과 릴리즈
- 전작 '# 좋아해'로부터 약 3개월 만의 싱글이다.
- 2017년 연내 졸업 예정인 와타나베 마유의 졸업 싱글이다.

## 수록곡

### Type A
초회한정반 자켓 사진: 카시와기 유키 · 키타하라 리에 · 사시하라 리노 · 미네기시 미나미 · 와타나베 마유
통상반 자켓 사진 : 와타나베 마유
CD
1. 11月のアンクレット / 11월의 앵클릿
2. サヨナラで終わるわけじゃない / 이별로 끝나지 않아 - 와타나베 마유
3. 思い出せてよかった / 기억나서 다행이야 - STU48
4. 11月のアンクレット off vocal ver.
5. サヨナラで終わるわけじゃない off vocal ver.
6. 思い出せてよかった off vocal ver.

DVD
1. 11月のアンクレット Music Video
2. サヨナラで終わるわけじゃない Music Video
3. 思い出せてよかった Music Video

### Type B
초회한정반 자켓 사진: 오카다 나나 · 오구리 유이 · 마츠오카 하나 · 요코야마 유이 · 요시다 아카리
통상반 자켓 사진 : 오카다 나나 · 카시와기 유키 · 카토 레나 · 미야와키 사쿠라
CD
1. 11月のアンクレット / 11월의 앵클릿
2. サヨナラで終わるわけじゃない / 이별로 끝나지 않아 - 와타나베 마유
3. 生きることに熱狂を! / 사는 것에 열광을! - 팀 8
4. 11月のアンクレット off vocal ver.
5. サヨナラで終わるわけじゃない off vocal ver.
6. 生きることに熱狂を! off vocal ver.

DVD
1. 11月のアンクレット Music Video
2. サヨナラで終わるわけじゃない Music Video
3. 生きることに熱狂を! Music Video

### Type C
초회한정반 자켓 사진: 오기노 유카 · 오바타 유나 · 카토 레나 · 코지마 마코 · 코다마 하루카 · 야마모토 사야카
통상반 자켓 사진 : 오기노 유카 · 사시하라 리노 · 미네기시 미나미 · 요시다 아카리
CD
1. 11月のアンクレット / 11월의 앵클릿
2. サヨナラで終わるわけじゃない / 이별로 끝나지 않아 - 와타나베 마유
3. 微笑みの瞬間 / 미소의 순간 - 7초 후, 네가 좋아져
4. 11月のアンクレット off vocal ver.
5. サヨナラで終わるわけじゃない off vocal ver.
6. 微笑みの瞬間 off vocal ver.

DVD
1. 11月のアンクレット Music Video
2. サヨナラで終わるわけじゃない Music Video
3. 微笑みの瞬間 Music Video

### Type D
초회한정반 자켓 사진: 이리야마 안나 · 스다 아카리 · 타카하시 쥬리 · 나카이 리카 · 미야와키 사쿠라 · 야마모토 아야카
통상반 자켓 사진 : 시로마 미루 · 스다 아카리 · 타카하시 쥬리 · 요코야마 유이
CD
1. 11月のアンクレット / 11월의 앵클릿
2. サヨナラで終わるわけじゃない / 이별로 끝나지 않아 - 와타나베 마유
3. 野蛮な求愛 / 야만적인 구애 - 댄스 선발
4. 11月のアンクレット off vocal ver.
5. サヨナラで終わるわけじゃない off vocal ver.
6. 野蛮な求愛 off vocal ver.

DVD
1. 11月のアンクレット Music Video
2. サヨナラで終わるわけじゃない Music Video
3. 野蛮な求愛 Music Video

### Type E
초회한정반 자켓 사진: 오카베 린 · 시로마 미루 · 타키노 유미코 · 타나카 미쿠 · 마츠이 쥬리나 · 무카이치 미온
통상반 자켓 사진 : 키타하라 리에 · 마츠이 쥬리나 · 무카이치 미온 · 야마모토 사야카
CD
1. 11月のアンクレット / 11월의 앵클릿
2. サヨナラで終わるわけじゃない / 이별로 끝나지 않아 - 와타나베 마유
3. 法定速度と優越感 / 법정속도와 우월감 - U-17 선발
4. 11月のアンクレット off vocal ver.
5. サヨナラで終わるわけじゃない off vocal ver.
6. 法定速度と優越感 off vocal ver.

DVD
1. 11月のアンクレット Music Video
2. サヨナラで終わるわけじゃない Music Video
3. 法定速度と優越感 Music Video

### 극장반
자켓 사진: 선발 28명 전원
CD
1. 11月のアンクレット / 11월의 앵클릿
2. サヨナラで終わるわけじゃない / 이별로 끝나지 않아 - 와타나베 마유
3. 予想外のストーリー / 예상 외의 이야기 - 보컬 선발
4. 11月のアンクレット off vocal ver.
5. サヨナラで終わるわけじゃない off vocal ver.
6. 予想外のストーリー off vocal ver.

## 선발 멤버

### 11월의 앵클릿
(센터:와타나베 마유)

## AKB48/NGT48/STU48
이리야마 안나, 오카다 나나, 오카베 린 오기노 유카, 오구리 유이, 카시와기 유키, 카토 레나, 코지마 마코, 코지마 마코, 다카하시 쥬리, 미네기시 미나미, 와타나베 마유, 무카이치 미온, 요코야마 유이, 키타하라 리에,  나카이 리카,  타키노 유미코

## SKE48
마츠이 쥬리나, 오바타 유나, 스다 아카리

## NMB48
야마모토 사야카, 요시다 아카리, 시로마 미루, 야마모토 아야카

## HKT48
사시하라 리노, 미야와키 사쿠라, 코다마 하루카, 타나카 미쿠, 마츠오카 하나

### 기억나서 다행이야
STU48 명의
- STU48: 이시다 치호, 이시다 미나미, 이소가이 카논, 이치오카 아유미, 이마무라 미츠키, 이와타 히나, 오카다 나나, 카도와키 미유나, 사노 하루카, 타키노 유미코, 타나카 코코, 토로부 유리, 후쿠다 아카리, 후지와라 아즈사, 모리 카호, 야부시타 후

### 사는 것에 열광을!
팀 8 명의
- AKB48 팀 8: 우타다 하츠카(팀4), 오오타 나오(팀B), 오오니시 모모카(팀4), 오카베 린(팀A캡틴), 오구리 유이(팀A), 오다 에리나(팀K), 쿠라노오 나루미(팀K), 사카구치 나기사(팀4), 사토 아카리(팀B), 사토 시오리(팀B), 사토 나나미(팀4), 시타오 미우(팀A), 시모아오키 카린(팀A), 타니카와 히지리(팀A), 나카노 이쿠미(팀K), 나가노 세리카(팀4), 히토미 코토네(팀A), 혼다 히토미,(팀B)  야마다 나나미(팀K), 요시카와 나나세(팀B)

### 미소의 순간
7초 후, 네가 좋아져 명의
(센터 : 코미야마 하루카)

## AKB48
타니구치 메구, 쿠보 사토네, 후쿠오카 세이나, 카와모토 사야, 코미야마 하루카, 쿠라노오 나루미

## HKT48
야부키 나코

### 야만적인 구애
댄스 선발 명의
(센터 : 야마모토 사야카)

## AKB48
후지타 나나, 나카노 이쿠미, 요코야마 유이

## SKE48
마츠이 쥬리나, 사이토 마키코

## NMB48
야마모토 사야카, 카토 유카

## HKT48
모토무라 아오이

### 법정속도와 우월감
U-17 선발 명의
(센터 : 오구리 유이)

## AKB48/NGT48/STU48
히와타시 유이, 쿠보 사토네, 고토 모에, 니시카와 레이, 야마베 아유, 오구리 유이, 쿠라노오 나루미, 사카구치 나기사, 아사이 나나미, 야마우치 미즈키, 타카쿠라 모에카, 혼마 히나타, 이와타 히나, 야부시타 후

## SKE48
오바타 유나, 고토 라라, 스가와라 마야

## NMB48
야마모토 아야카, 오오타 유우리, 죠니시 레이

## HKT48
타나카 미쿠, 야부키 나코, 마츠오카 하나

### 예상 외의 이야기
보컬 선발 명의

## AKB48/STU48
요코야마 유이, 타노 유카, 미네기시 미나미, 카시와기 유키, 오카다 나나

## SKE48
타카야나기 아카네

## NMB48
야마모토 사야카, 시로마 미루

## 발매일
| 국가     | 날짜             | 포맷                    | 레이블               |
| -------- | ---------------- | ----------------------- | -------------------- |
| 일본     | 2017년 11월 22일 | CD+DVD, CD, 디지털 음원 | You, Be Cool!        |
| 대한민국 | 2018년 8월 17일  | 디지털 음원             | 스톤뮤직엔터테인먼트 |